# يواكيم برنز
يواكيم برينز (10 مايو 1902- 30 سبتمبر 1988) هو حاخام ألماني أمريكي، كان متحدثًا ضد النازية وأصبح زعيمًا صهيونيًا. نظرًا لكونه حاخامًا شابًا في برلين، اضطر لمواجهة نشوء النازية، وهاجر في نهاية المطاف إلى الولايات المتحدة عام 1937. أصبح هناك نائب رئيس المؤتمر اليهودي العالمي، وهو عضو نشط في المنظمة الصهيونية العالمية ومشارك مسيرة الحقوق المدنية إلى واشنطن.

## تاريخيًا
ولد برنز في قرية بيرزني (بالقرب من أوبولي) في مقاطعة سيليزيا البروسية. ولد برنز لعائلة يهودية. اهتم برنز بشكل متزايد باليهودية بسبب تأثره بحاخام ذو شخصية جذابة. ازدادت جذوره اليهودية قوة بعد وفاة والدته. وبحلول عام 1917، انضم أيضًا إلى حركة بلاو فايس (أبيض أزرق)، حركة الشباب الصهيونية.
عندما كان في الحادية والعشرين من عمره، حصل يواكيم برنز على درجة الدكتوراه في الفلسفة، وتخصص في مجال التاريخ الفني، في جامعة غيسن. رُسّم حاخامًا في المدرسة الدينية اليهودية في بريسلاو. تزوج من لوسي هورفيتز، ابنة الأستاذ الأكثر بروزًا من المدرسة. توفيت زوجته في برلين بعد فترة وجيزة من ولادة ابنتهما لوسي. تزوج برنز من هيلدي غولدشميت في عام 1932. أنجبا ثلاثة أطفال، مايكل (وُلد في برلين)، جوناثان وديبورا (وُلد كلاهما في الولايات المتحدة).
مع تنامي شهرته في ألمانيا وتزايد مخاوفه من وصول عهد هتلر إلى مرحلة مثمرة، نال تأييد الحاخام ستيفن وايز الذي كان مستشارًا مقربًا للرئيس فرانكلين روزفلت. في عام 1937، هاجر برنز إلى الولايات المتحدة. باشر بإلقاء المحاضرات في جميع أنحاء الولايات المتحدة في منظمة النداء الفلسطيني الموحد (النداء الإسرائيلي الموحد لاحقًا)، الذي تأسس في عشرينيات القرن العشرين كوسيلة لجمع الأموال في الولايات المتحدة للوكالة اليهودية لإسرائيل. وكان ذلك في الأساس بمثابة مقدمة لما أصبح قاعدة الدعم اليهودية الأميركية لدولة إسرائيل القومية والنداء الإسرائيلي الموحد.
استقر يواكيم برنز في نيوجيرسي كقائد روحي لمعبد بناي أبراهام في نيوآرك.

## النشاط

### حقوق اليهود
في غضون فترة وجيزة، ساعد نشاط برنز في ارتقائه ليصبح أحد كبار القادة داخل الهيكل التنظيمي اليهودي. شغل مناصبًا قيادية عليا في المؤتمر اليهودي العالمي، منها رئيس المؤتمر اليهودي الأمريكي في الفترة الممتدة من عام 1958 إلى 1966، ورئيسًا للمؤتمر العالمي للمنظمات اليهودية. وفي وقت لاحق، تولى إدارة مؤتمر المطالبات المادية اليهودية ضد ألمانيا.
كان لاضطلاع برنز المبكر في الحركة الصهيونية دور في جعله حليفًا حميمًا وصديقًا للقادة المؤسسين لدولة إسرائيل. كان برنز فعالًا في تأسيس مؤتمر رؤساء المنظمات اليهودية الأميركية الكبرى. شغل منصب رئيس مجلس الإدارة في الفترة الممتدة من عام 1965 إلى 1967.

### حقوق مدنية أوسع نطاقًا
كرس الدكتور برنز الكثير من حياته في الولايات المتحدة لأجل حركة الحقوق المدنية. إذ شهد معاناة الأميركيين الأفارقة وغيرهم من الأقليات في ظل تجربته الخاصة في عهد هتلر. في عام 1937، وهو عام هجرته، كتب برنز في مقال لمجلة دير مورغن الألمانية اليهودية:
«ما زال الزنوج في هارلم يذكروننا بأوقات كوخ العم توم. ولذلك لا يمكننا أن نفهم أن اليهود هناك أيضًا، ينظرون إلى الزنوج بقدر كبير من عدم الاكتراث، وأنهم متغطرسون على حد سواء... وبالنسبة لنا [المهاجرون من ألمانيا النازية]، فإن هذا أمر مستحيل. نحن نفهم جيًدا جدا أولئك السود في الأحياء الفقيرة من هارلم».
منذ أيامه الأولى في نيو آرك، وهي مدينة تضم طوائف أقليات كبيرة للغاية، تحدث من منبره عن العار الذي لحق بالتمييز. وانضم إلى صفوف بيكيت في جميع أنحاء أمريكا احتجاجًا على التمييز العنصري من عدم المساواة في العمالة إلى المدارس المنفصلة والإسكان وجميع مجالات الحياة الأخرى.
خلال فترة عمله رئيسًا للمؤتمر اليهودي الأمريكي، مثّل الطائفة اليهودية كمنظم لمسيرة 28 أغسطس 1963، في واشنطن. صعد إلى المنصة مباشرة بعد غناء روحي مؤثر لمغني الإنجيل ماهاليا جاكسون وقبل أن يلقي مارتن لوثر كينغ الابن خطابه الشهير «لدي حلم». يُذكر خطاب الدكتور برنز على ما ذكره من أنه، استنادًا إلى خبرته كحاخام في ألمانيا النازية بعد صعود هتلر، في مواجهة التمييز، «أنّ المشكلة الأكثر إلحاحًا والأكثر تشويهًا والأكثر خزيًا والأكثر مأساوية هي الصمت».

## روابط خارجية
- يواكيم برنز على موقع IMDb (الإنجليزية)